# George Buist
George Buist (1805 – 1860) è stato un giornalista e scienziato scozzese.
È stato redattore del The Bombay Times and Journal of Commerce che il suo successore Robert Knight ribattezzò The Times of India. Viene descritto come "il più importante letterato dell'India".

## Gioventù
Figlio del reverendo John Buist, nacque a Tannadice, nel Forfarshire (oggi Angus), il 22 novembre 1805. Suo zio paterno era il reverendo George Buist, Moderatore dell'Assemblea Generale della Chiesa di Scozia nel 1848.
Dopo aver studiato al St. Salvator's College di St. Andrews, al St. Mary's College e all'università di Edimburgo, ottenne la licenza di predicatore nel 1826. Predicò in modo irregolare per sei anni e tenne un corso di lezioni di filosofia naturale nel municipio di St. Andrews nel 1832.

## Carriera da giornalista
Nel 1832 Buist divenne direttore del Dundee Courier (successivamente The Constitutional). Lo lasciò nel 1834 e fondò il Dundee Guardian per conto suo e anche lo Scottish Agricultural Magazine. Gli fu offerto di redigere il Perth Constitutional nel 1835. Dopo una permanenza a Londra dal 1837 e due anni di gestione del Fifeshire Journal, accettò nel 1839 il posto di direttore del Bombay Times. Ne prese il controllo dopo che J.E. Brennan morì solo un anno dopo il suo avvio nel 1938 e in seguito il Bombay Times divenne un bi-settimanale. Sotto la sua gestione divenne un quotidiano nel 1950.
Buist restò al Bombay Times per 20 anni. Utilizzò le sue colonne per schierarsi contro la rappresaglia dopo la rivolta afgana del 1842. Dopo la perdita della prima moglie nel 1845, tornò nel Regno Unito per alcuni mesi, e nel periodo 1845-46 divenne un membro della Royal Society e fu ammesso in altre sei associazioni scientifiche. 
Nel gennaio del 1846 Buist tornò di nuovo al Bombay Times, dove continuò il suo lavoro come redattore. Tornò di nuovo nel Regno Unito nel 1856, lasciando a Robert Knight il suo ruolo. Tornò in carica al Bombay Times, ma un azionista parsi, Fardoonji Naoroji, lo sollecitò affinché cambiasse la sua politica editoriale pro-establishment, in particolare nel contesto dei moti indiani del 1857. Tuttavia Buist rifiutò di cambiare la sua linea editoriale o di rinunciare alla sua indipendenza. Dopo una riunione degli azionisti fu rimpiazzato da Robert Knight.

## Ultimi anni di vita
Dal gennaio 1858 Buist gestì il Bombay Standard che venne fuso nel The Bombay Times.
Nel 1859 Buist si ritirò dal giornalismo per assumere un incarico governativo ad Allahabad. Morì in mare mentre era diretto a Calcutta il 1º ottobre 1860.

## Interessi
Buist divenne ispettore non retribuito degli osservatori di Bombay. Durante la sua permanenza in Inghilterra nel 1845 ottenne sovvenzioni speciali dal governo per il miglioramento delle macchine agricole e dell'economia rurale in India e per la creazione di 12 osservatori, da Cape Comorin (Kanyakumari) al Mar Rosso, per la ricerca meteorologica e delle maree. Curò anche la collezione geologica per il museo dell’Elphinstone College di Bombay.
Nel 1846 Buist fu insignito della carica onoraria di sceriffo di Bombay. Nel 1847 progettò, e nel 1850 fondò, la Scuola dell'Industria Riformatoria di Bombay per la riforma e l'educazione dei bambini indiani, di cui era sovrintendente, sotto il patronato del governatore Lord Elphinstone.

## Opere
Nel 1837 Buist ottenne un premio dalla Highland Society of Scotland per uno studio sulla geologia della parte sud-orientale del Perthshire . Contribuì tramite pubblicazioni scientifiche, al ramo del Journal of the Bombay della Asian Society, e prima di lasciare la Scozia scrisse, per la Highland Society, altri articoli topografici e geologici sul Perthshire e sul Fife.
Buist redasse il Rapporto dell'Osservatorio di Bombay del 1844, che conteneva tracce di 170.000 osservazioni. Redasse anche un indice di libri e documenti sulla geografia fisica, le antichità e le statistiche dell'India (Bombay, 1852). Altri lavori includono:
- Geologia di Bombay (1863)
- Annali dell'India per l'anno 1848 (1849)
- Manuale di ricerca fisica adattato per l'India (1852)
- Inondazioni in India del 1849 (1850)